# Centralizacja Lwowska
Centralizacja Lwowska,  właśc. Zgromadzenie Centralne – kierownictwo tajnej organizacji trójzaborowego ruchu niepodległościowego. 
Założona w styczniu 1796 w Krakowie i przeniesiona do Lwowa, skupiała głównie zamożnych ziemian z zaboru rosyjskiego i austriackiego, działała przede wszystkim w Galicji, ale swoimi wpływami objęła również Litwę i Wołyń. Dążyła do powstania zbrojnego przy poparciu Francji i Turcji. Na czele Centralizacji stał Walerian Dzieduszycki. Główni działacze: Joachim Mokosiej Denisko, Władysław Jabłonowski oraz Andrzej Horodyski.
W 1797 roku działacze organizacji podjęli pod przewodnictwem Joachima Deniski próbę sprowokowania incydentu granicznego na Bukowinie i wywołania wojny turecko-austriackiej. Następstwem niepowodzenia akcji i rozbicia oddziałów powstańczych pod Dobronowcami (30 czerwca 1797 r.) były aresztowania członków Centralizacji i rozbicie organizacji.